# Teverola
Teverola (Teverolë in napoletano) è un comune italiano di 14 946 abitanti della provincia di Caserta in Campania.
Nel 1929 venne fuso nel comune di Fertilia insieme a Casaluce, per poi ritornare comune autonomo nel 1946, contestualmente al passaggio dalla provincia di Napoli alla ricostituitasi provincia di Caserta. Il 20 Novembre 2008 a Teverola è stato attribuito il titolo di città con Decreto del Presidente della Repubblica.

## Geografia fisica

### Territorio
Teverola è situata nell'agro aversano e nella fertile pianura campana, non lontano da corsi fluviali importanti come il Volturno e i Regi Lagni. Sorge inoltre sulla via Antica consolare campana, che congiungeva in epoca romana Capua con Pozzuoli, il cui percorso è oggi ricalcato dal tratto locale dell'ex strada statale 7 bis di Terra di Lavoro, oggi di competenza provinciale. Il territorio comunale è inoltre attraversato dalla tratto ferroviario Villa Literno-Aversa facente parte della ferrovia Roma-Formia-Napoli e dalla tratta ferroviaria Aversa-Caserta facente parte della ferrovia Napoli-Foggia.
Secondo la classificazione della Protezione Civile il territorio comunale rientra in zona 2 di classificazione sismica, ovvero a rischio medio-alto.

### Clima
A Teverola il regime climatico è classificato come temperato caldo, con estati calde e inverni miti. Le medie invernali sono di solito inferiori ai 10 °C; le medie estive sono di 26 °C (con valori massimi che possono toccare i 40 °C). Le precipitazioni sono piuttosto irregolari: si concentrano tra ottobre e gennaio, mentre d'estate sono più rare. La nebbia è molto rara che ci sia e per lo più si concentra tra novembre e marzo. Le nevicate regolari non sono presenti a causa degli inverni miti, anche se alcune nevicate nel corso degli anni ci sono state, quelle più importanti sono nel 1985 e nel 2018.

## Storia

### Dall'età antica al medioevo
La scoperta, ad esempio di insediamenti preistorici nei vicini comuni di Gricignano e Orta di Atella, fanno desumere una presenza umana nella zona già nel III- IV millennio a.C. Ulteriori scavi per la realizzazione della linea veloce Roma-Napoli hanno portato alla scoperta di innumerevoli altri ritrovamenti in tutta la zona, anche in territorio di Teverola. Le popolazioni vivevano lungo il corso del fiume Clanio, fiume che sicuramente scorreva anche nel territorio di Teverola. Questo era un fiume a carattere torrentizio che spesso causava alluvioni ed inondazioni. Per questo in seguito fu canalizzato e fatto confluire nei Regi Lagni. I primi abitanti di cui si ha notizia sono i Liburni dai quali deriva il nome Liburia che indicava il territorio compreso tra Napoli e Capua, in seguito conosciuto come Campania felix, rinomato per il clima mite e la fertilità del terreno. Successivamente questi si unirono con gli Osci, Etruschi campani, e i Sanniti. Qualche notizia di Teverola la ritroviamo al tempo dei Romani e precisamente durante la dittatura di Cesare quando alcune colonie furono fondate in Campania. si ipotizza che l'insediamento, collocato sulla via Antica consolare campana attuale via Campanello, si sia originato dall'evoluzione di una mansio. La prima menzione del paese è tratta dal Chronicon Vulturnense, che cita una donazione del 964 in cui si donavano Teverola e i terreni circostanti all'abbazia di San Vincenzo al Volturno. Stando a nozioni storiche le origini del nome di Teverola pare che derivino dalla famiglia Tuberani, famiglia romana che aveva seguito Gaio Giulio Cesare nella conquista iberica e trovandosi di passaggio decisero di stabilirsi nei pressi della mansio di Casaluce. Nei secoli a venire il nome cambiò più volte, diventando Tuberniola, Tuberoila, Teberola, Tiburola, Tuberola, per finire in Teverola, nome attuale, la cui prima comparsa figura in un documento del 1520. Come detto, il primo insediamento stabile in zona è probabile che sia avvenuto per opera dei Romani, stabilendosi al margine della mansio di Casaluce, che altro non era che un insediamento militare posto su strade strategiche al fine di poter controllare la circolazione e le merci che vi transitavano. La prima citazione scritta su Teverola risale al 964 e compare in un documento denominato Chronicon Vunternense del XII secolo redatto da tale Giovanni, monaco del monastero di San Vincenzo al Volturno, e fa riferimento alla donazione da parte di Pandolfo Testadiferro, principe di Capua, ai succitati monaci di Teverola e alcune terre limitrofe.

### Dal Regno di Napoli all'unità d'Italia
Con l'avvento degli Angioini alla guida del Regno di Napoli, Teverola divenne parte dei feudi assegnati alla famiglia Mormile fino alla sua cessione, prima nel 1590 a Nicola de Franchi e infine alla famiglia Carafa, che lo tenne fino all'eversione della feudalità. In epoca angioina fu un feudo della famiglia Stendardo, in quella aragonese della famiglia Mormile, fino al 1590, poi passò ai Terralavoro, ai de Franchi, e infine ai Carafa, che lo mantennero fino al 1806, periodo in cui iniziò, con il decreto napoleonico, la soppressione dei monasteri.  Con l'eversione della feudalità Teverola fu unita con Carinaro e Casignano e contemporaneamente aggregata alla provincia di Terra di Lavoro. Poco dopo, il monastero della Madonna delle Grazie venne soppresso nel 1809.
Secondo alcune fonti storiche presso il casale di Casignano vi era una chiesa dedicata a San Martino, e che dopo la scomunica da parte del vescovo aversano De Lucia avvenuta nel 1848 i suoi arredi furono venduti, tra cui una fonte battesimale del XVI secolo che fu venduta a una chiesa di Aversa, forse alla chiesa dello Spirito Santo. 
Dopo la proclamazione del Regno d'Italia la cittadina divenne comune, e fu aggregato alla provincia di Terra di Lavoro fino alla sua soppressione nel 1927. Nel 1929 venne fuso con Casaluce, formando il comune di Fertilia fino alla sua divisione del 1946, che ricostituiva i due comuni preesistenti. Fino al 1945 Teverola fece parte della provincia di Napoli, per poi tornare in quell'anno nella neoistituita provincia di Caserta.

### La seconda guerra mondiale e la strage dei carabinieri

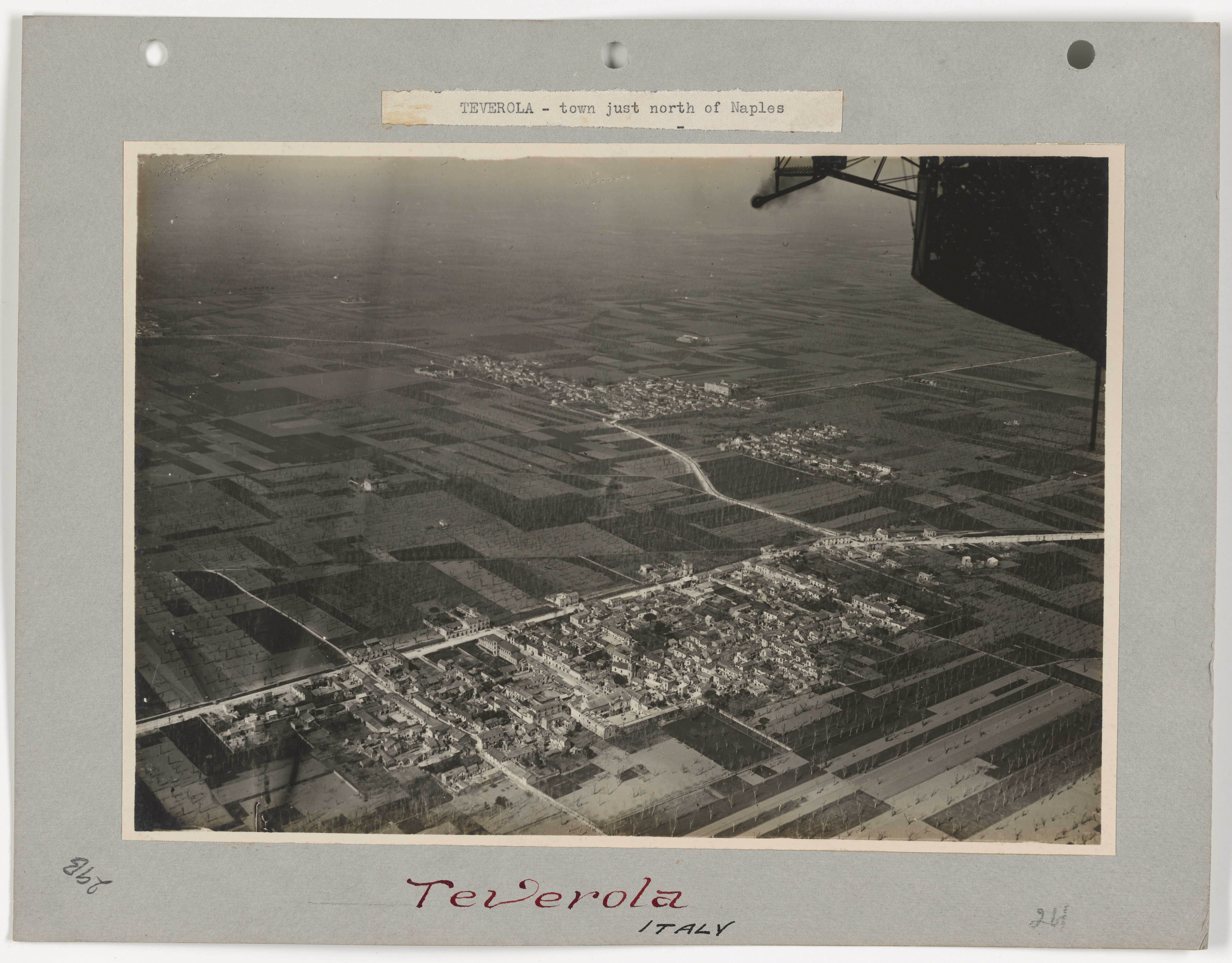
Teverola in una foto area d'epoca

Durante la seconda guerra mondiale, nei giorni seguenti all'armistizio di Cassibile, il 13 settembre 1943, l'esercito tedesco compì nel paese l'esecuzione di 14 carabinieri della Stazione CC.RR. "Napoli-Porto", che difesero la Centrale Telefonica S.E.T., in Via Marchese Campodisola civico 9 in Napoli, e 2 civili presi sul posto. Questi vennero costretti a marciare dal capoluogo campano sino ad Aversa e poi a Fertilia, in Contrada Madama Vincenza (ora nel Comune di Teverola), dove vennero giustiziati, accusati di aver ostacolato le operazioni militari degli occupanti tedeschi.

### Il secondo dopoguerra e l'omicidio Genovese del 1995
A partire dagli anni 1980 grazie all'immediata vicinanza ad Aversa e ai rapidi collegamenti stradali con Napoli e Caserta, Teverola ha conosciuto un boom demografico senza precedenti, che ne hanno fatto un centro prettamente residenziale, vicino ai 15 000 abitanti tra iscritti all'anagrafe e non.
Un fatto che fece acquisire una certa notorietà alla cittadina fu l'omicidio di Genovese Pagliuca, assassinato la sera del 19 gennaio 1995 in via Roma, a colpi di pistola e fucile dagli esponenti del clan dei Casalesi che aveva affrontato per difendere la propria fidanzata Carla. Il giovane, allontanato in precedenza dalla gelosia della propria donna, continuava a cercare un contatto con la fidanzata finché a dicembre, Angela Barra — amante del boss Domenico Bidognetti 
e lesbica — invaghitasi a sua volta della donna decise di sequestrare la giovane portandola in un'altra abitazione aiutata dal fratello e da un altro amico. Nonostante tutto, Genovese non cedette alle intimidazioni sempre intenzionato a difenderla senza rivelare dove alloggiava. Il corpo di Genovese fu ritrovato in auto a pochi metri da una gelateria di proprietà dei Barra. Solo quando Carla apprese la notizia della morte del giovane decise di rompere il muro dell'omertà confessando tutto alla polizia.

### Simboli
Il gonfalone è un drappo partito di bianco e di azzurro.

## Monumenti e luoghi d'interesse

### Architetture Religiose

#### Chiesa di San Giovanni Evangelista

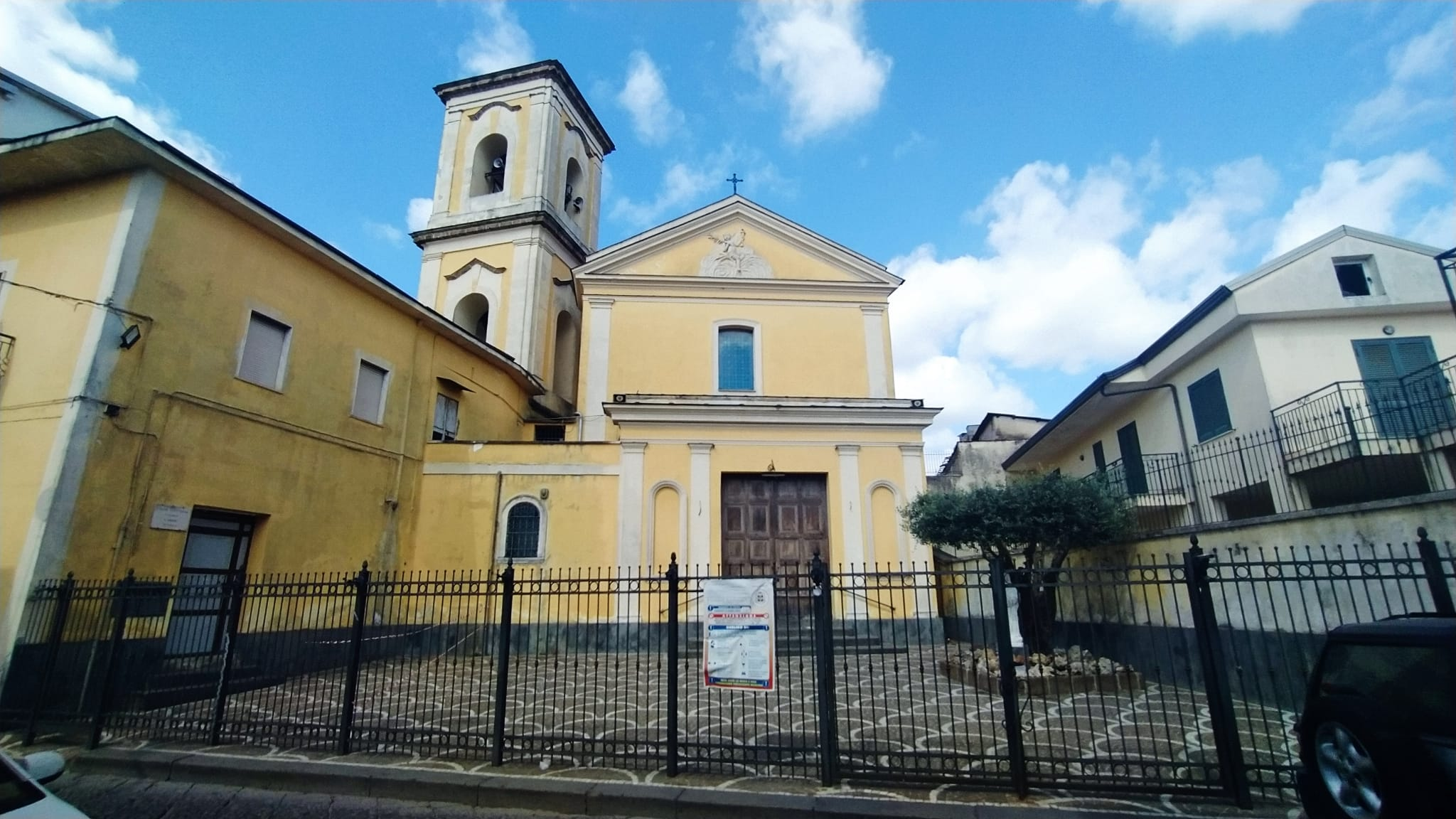
Chiesa di San Giovanni Evangelista (XVI secolo)

Una delle sue prime citazioni risale al 1324: viene menzionata nei registri ecclesiastici per la riscossione di tributi, unitamente ad un'altra chiesa all'epoca esistente in Teverola, quella di San Facondo. Nel 1851, in occasione di una visita pastorale del vescovo Saverio De Luca, la chiesa viene descritta nei particolari, elencando gli altari ed a chi erano stati dedicati, senza fare alcuna menzione degli affreschi, precisando che alcuni materiali per la loro realizzazione erano stati prelevati dalla chiesa della Madonna delle Grazie che si trovava nel monastero degli Agostiniani e già in stato di abbandono. 
Architettonicamente si presenta a navata unica con un grande arco a delimitare l'area absidale sulla parete sinistra area absidale si ha accesso alla vecchia sacrestia, l'unica parte della chiesa con volta a botte, forse è la parte più antica ed è tutta affrescata con decorazioni risalente al 1874 mente sulla parete destra si ha accesso ai locali della nuova sacrestia. In chiesa vi si accede mediante una piccola ed ampia scalinata di pochi gradini che danno accesso al Pronao, sulla sinistra vi è una sala usata per la vestizione e preparazione dei riti. Da evidenziare che la chiesa custodisce opere artistiche di pregevole valore, in primis la statua della Madonna delle Grazie, non tutti sanno che proviene dal monastero demolito, risale al 1400 ed ha la particolarità di essere stata realizzata in terracotta, una vera chicca nella nostra diocesi Aversana tant'è che a suo tempo la si voleva portare in cattedrale ma i teverolesi si opposero. Poi c'è la statua di Sant'Antuono provenienti dall'antica cappellina che si trovava nei pressi del palazzo dei Dello Vicario, ovviamente una citazione d'obbligo va fatta per la statua lignea del 1700 di San Giovanni Evangelista, nonché all'unica tela presente in chiesa quella raffigurante l'apoteosi di San Giovanni evangelista, è un'opera di Giuseppe Simonelli 1650 -1710 allievo di Luca Giordano uno dei massimi pittori napoletani del tempo.

#### Cappella di Nostra Signora Del Sacro Cuore
Il nome di questa chiesa deriva dalla fondatrice dell'istituto Issa Cassi, che dopo aver preso i voti, divenne suor Maria Agostina di Gesù, e fondò l'ordine nel 1892, riconosciuto ufficialmente nel 1935 con approvazione costituzionale nel 1946. Successivamente lo stabile venne ampliato e trasformato in scuola materna, è stato in funzione fino a pochi anni fa prima che venisse abbattuto. Oggi come detto non esiste più , al suo posto vi è stato costruito una moderna costruzione per uso abitativo. Parlando della chiesa ha una facciata semplice con un ampio finestrone sul portale d'ingresso, è a navata unica, una balaustra in marmo ed un ampio arco delimitano l'area del presbiterio dove è posizionata una statua della Madonna di nostra signora del sacro Cuore.

#### Cappella del Santo Rosario
La sua data di fondazione non è certa, ma di sicuro risale a prima del 1722, infatti in quell'anno venne in visita pastorale il vescovo di Aversa Innico Caracciolo il quale nei suoi appunti personali la menzione scrivendo; a pochi passi dalla chiesa parrocchiale sorge la cappella del Santo Rosario gestita da una omonima confraternita il cui Priore la prima domenica di Ottobre organizza una festa popolare in suo onore, fatta questa piccola parentesi possiamo ipotizzare la sua costruzione a cavallo tra il 1600 - 1700. Oggi la confraternita esiste ancora anche se le attività in termini di festeggiamenti e riti religiosi si sono ridimensionati fino alla quasi totalità. Sulla parete absidale incastonata in una cornice di marmo vi è una tela raffigurante la Madonna del Rosario, sicuramente in origine c'era qualcos'altro in quanto la tela attuale non è antica, sulla parete sinistra vi è una piccola acquasantiera mentre sulla soffitta vi è un bel rosone, la facciata è semplice con tutt'uno con il piccolo campanile a vela. È sopraelevata rispetto al manto stradale, infatti ha una scalinata di accesso delimitata da una ringhiera.

### Architetture Civili

#### Palazzo Carafa
Probabilmente costruito su fondamenta di un altro palazzo preesistente. Fu dimora dei Carafa, dei Conti di Policastro fino ai Principi Carafa della Roccella gli ultimi nobili a dimorarvi. Era riccamente decorato e in alcuni punti sono ancora visibile le tracce. Oggi il palazzo è abitato da vari nuclei familiari che arbitrariamente ne hanno stravolto lo stato originale, nonostante ciò conserva ancora il suo fascino. Di particolare bellezza è la lunga scalinata fatta con mattoni di Terracotta che dal cortile portano sul terrazzo dei locali un tempo adibiti a depositi.

#### Palazzo Colella (Casa Colella)
Questo palazzo è casa natale del Cavaliere del Ordine della Corona d'Italia Luigi Colella. Dove viene dedicata una lapide nel suo anniversario della morte del 19 maggio 1889. La casa è in stato di abbandono causato dal disinteresse delle istituzioni.

### Altri monumenti
- Monumento in memoria della strage di Teverola, quando vennero uccisi 13 carabinieri e due civili dai tedeschi.[12]
- Monumento in memoria della prima guerra mondiale, Una lapide in ricordo dei militari di Teverola che hanno partecipato alla guerra (primo monumento dedicato alla prima guerra mondiale realizzato in Campania).[13]
- Tomba collettiva dei 14 Carabinieri presso il Cimitero Comunale di Teverola[14]
- Monumento eretto il 25.09.1949 (restaurato il 19.06.2021) a memoria dei 14 Carabinieri presso Via Roma fronte Civico 48 in Teverola[15]
- Monumento eretto il 26.01.1986 a memoria dei 14 Carabinieri [16]
- Piazza 13 Settembre 1943, intitolando l'08.10.2011 la vecchia Piazza Municipio in Teverola [17]
- Monumento in memoria di Genovese Pagliuca, vittima della criminalità organizzata.[18]

#### La statua della Regina di Teverola

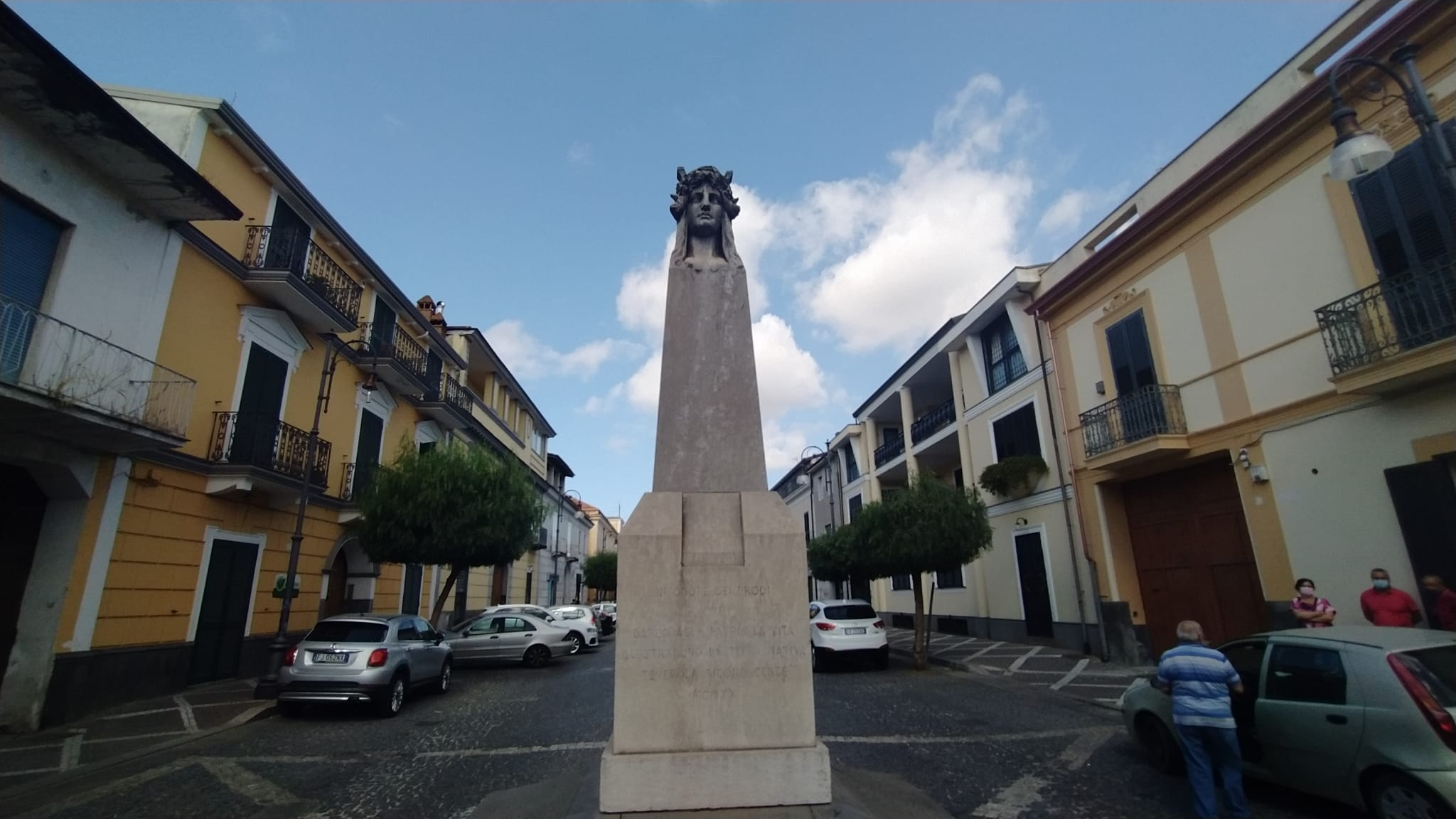
Monumento in memoria della prima guerra mondiale, Detta La Regina

Questo monumento, è stato il primo in Campania, nonché il terzo realizzato in Italia dedicato ai caduti della prima guerra mondiale. il monumento fu commissionato a un artista calabrese, Domenico Pellegrino, peraltro è suo il busto di Luigi Settembrini sito nella villa comunale di Napoli. L'artista in quel periodo era operante a Napoli nei lavori di rifacimento della facciata del Duomo e dell'atrio dell'università Federico II, in cooperazione con un altro artista calabrese che in seguito realizzerà i maggiori monumenti ad Aversa: lo scultore Francesco Jerace. Il giorno dell'inaugurazione, il 30 gennaio 1921, Teverola era blindata, giunsero personalità e podestà da diverse città campane; il discorso celebrativo fu fatto dal deputato al Parlamento nonché maggiore dei bersaglieri Raffaele De Caro, anche Filippo Saporito presente all'inaugurazione non fece mancare un suo pensiero con un breve scritto dedicato ai teverolesi. Durante tutta la cerimonia aerei militari partiti da Napoli sorvolarono a cerchio più volte la zona e da Roma non mancarono attestati di compiacimento. Alcuni giorni dopo il 13 febbraio il ministero della guerra, direzione generale artiglieria, fece recapitare al comitato organizzativo dell'evento una lettera protocollata con n. 4638 ove oltre alle congratulazioni si comunicava che avrebbero inviato a Teverola con spese a carico del ministero una bombarda di 220 mm da conservare come cimelio di guerra.

## Società

### Evoluzione demografica
Abitanti censiti

Sin dai primi anni del XX secolo a causa dell'estrema indigenza un gran numero di teverolesi sono stati costretti ad andar via dalla propria terra di origine per trovare fortuna altrove. Le mete principali, comuni a tanti altri emigranti meridionali, sono state quattro: l'Italia settentrionale, la Germania, la Francia e l'America. Nella seconda metà dello scorso secolo, poi, molti teverolesi si sono trasferiti nelle città industriali del nord Italia. Altre consistenti comunità di teverolesi si trovano a: Settimo Torinese, Loreto, Arona, Milano, Firenze, Siena, Portogruaro.

### Etnie e minoranze straniere
Gli stranieri residenti a Teverola al 31 dicembre 2019 sono 444 e rappresentano il 3,0% della popolazione residente. La comunità straniera più numerosa è quella proveniente dall'Ucraina con il 30,18% di tutti gli stranieri presenti sul territorio, seguita dalla Romania (13,74%) e dal Marocco (10,14%).
1. Ucraina 175
2. Romania 61
3. Marocco 57
4. Polonia 28
5. Nigeria 28.

### Lingue e dialetti

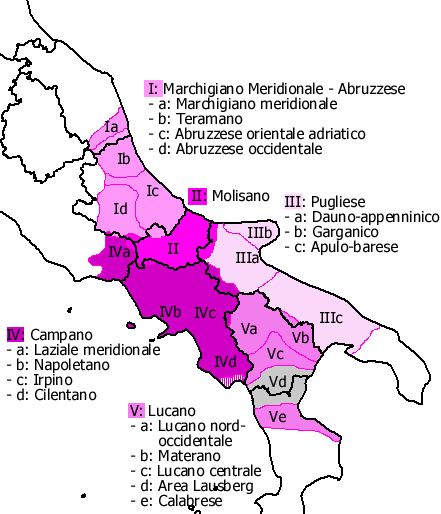
Mappa d'insieme dei dialetti italiani meridionali

Nella cittadina oltre la lingua italiana si parla pure il napoletano con accento teverolese unito all'accento atellano, casalese e dell'aversano. 
Inoltre in conseguenza degli stranieri presenti sul territorio si parla la loro lingua di provenienza o dialetto, la maggioranza sono il Cinese, Arabo, Polacco, urdu e igbo.

### Religione
La maggioranza della popolazione è di religione cristiana appartenente principalmente alla Chiesa cattolica; la chiesa di San Giovanni Evangelista (La parrocchia della cittadina) appartiene alla diocesi di Aversa, con una presenza importante dei testimoni di Geova e degli evangelici. Durante l'immigrazione degli ultimi 20 anni si sono formate comunità islamiche, indù e ortodosse.

### Istituzioni, enti e associazioni
Nella cittadina era presente la sede territoriale della Guardia di Finanza in Via Garibaldi, Ora la Caserma è stata abbattuta ed è diventata una abitazione privata.

#### Comunità di Capodarco
Nella comune è presente la Comunità di Capodarco, nata nel 1997 grazie all’iniziativa di un piccolo gruppo di giovani, volontari e soci di una comunità locale, sostenuti dal movimento nazionale di Capodarco. La comunità di Teverola si occupa della presa in carico residenziale dei bambini in difficoltà, segnalati dalle strutture pubbliche, in particolare dal tribunale e dai servizi sociali dei comuni.

#### Strutture Sanitarie
La principale struttura sanitaria pubblica del comune è l'ambulatorio medico e vaccinale del ASL Caserta in Piazza Trieste.

### Tradizioni e folclore
- Festa in onore del patrono San Giovanni Evangelista;
- Processione della Madonna Addolorata;
- Sfilate di quadri e fujenti presso le diverse edicole devozionali dedicate alla Madonna dell'Arco.[30]

### La criminalità
La città è stata anche citata nel libro Storia della camorra di Francesco Barbagallo:
("Storia della camorra",Francesco Barbagallo)
Teverola è uno dei centri dell'Agro aversano dove il clan dei Casalesi ha un ruolo apicale, infatti il Comune di Teverola è stato sciolto nel 1994 per infiltrazioni mafiose.

## Cultura

### Istruzione

#### Biblioteche
Ad Teverola è presente una Biblioteca Scolastica che si trova nella Scuola Media. Questa mette a disposizione del pubblico libri,materiali interattivi e postazioni internet. Inoltre è in costruzione la Biblioteca comunale nel edificio denominato ex Geoeco.

#### Scuole

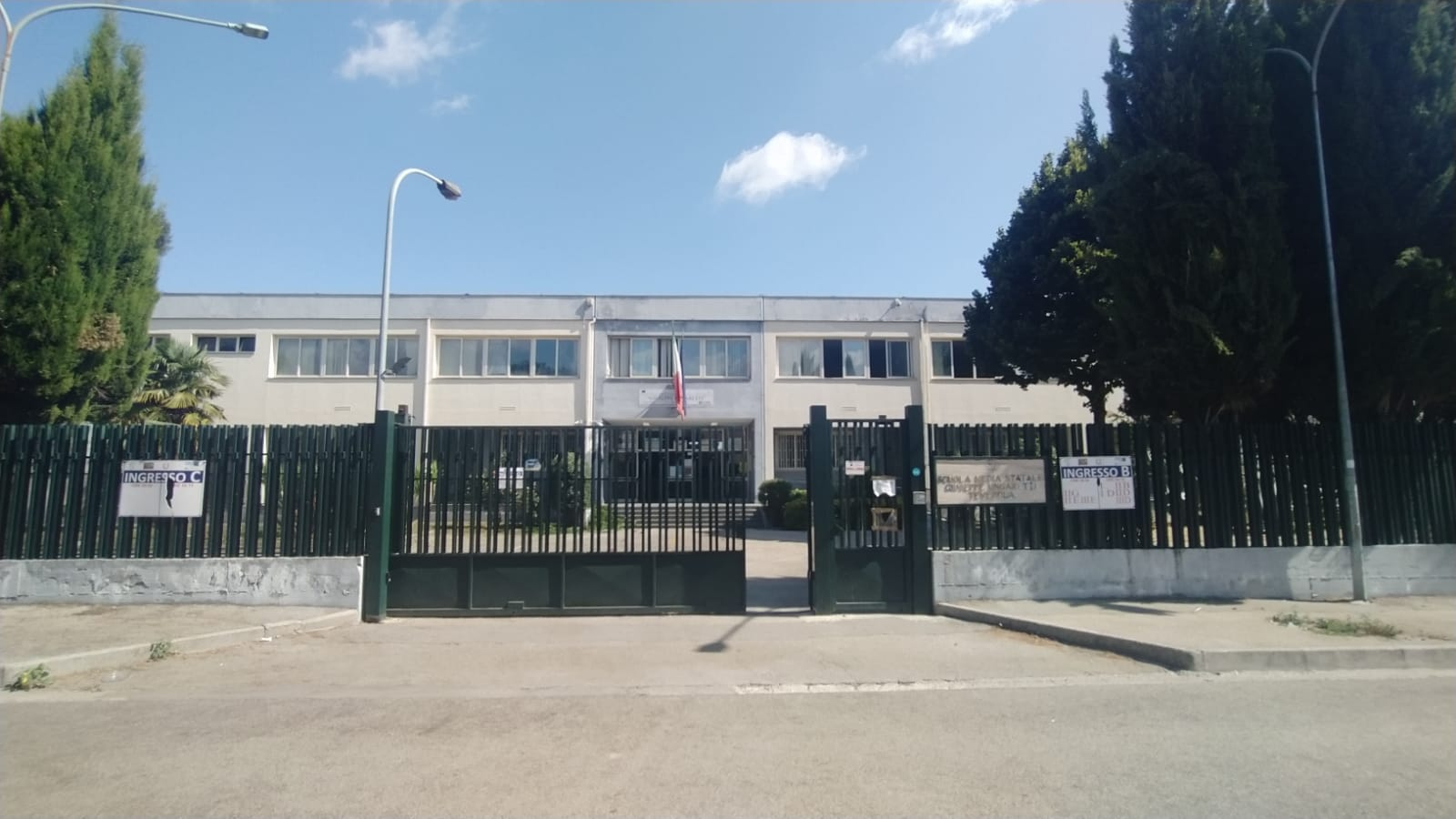
Scuola Media Di Teverola

Con la creazione degli istituti comprensivi, le scuole pubbliche di primo grado di istruzione sono state raggruppate in un unico istituto. Sono inoltre presenti due istituzioni scolastiche paritarie private.
Nel passato era presente anche la sede succursale del l’I.T.C. “A. Gallo” Di Aversa.

### Cinema
In seguito al fenomeno della Terra dei fuochi nel territorio comunale sono stati girati alcuni film tra cui:
- Vietato Respirare (2008), regia di Ricky Farina, Pietro Menditto, Diego Fabricio[36]
- Veleno (2017), regia di Diego Olivares
- The Miners (2022), regia di Giovanni Esposito e Eduardo Croci. Cortometraggio sui diritti umani ambientato tra la fine del 1800 con ambientazione principale il castello abbandonato posto in Via Campanello VI traversa

## Geografia antropica

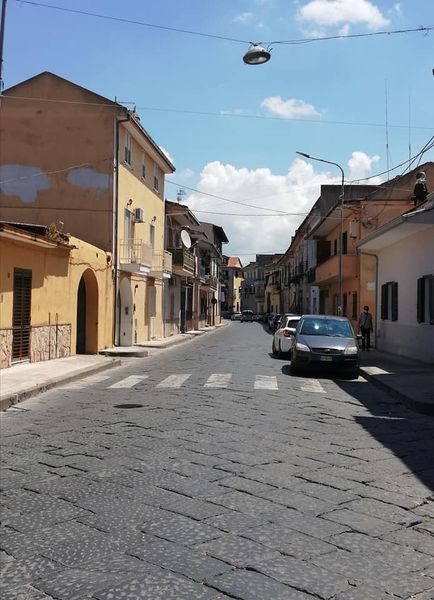
Via Garibaldi

### Urbanistica
Oggi l'abitato risulta saldamente collegato ai comuni di Aversa, Casaluce e Carinaro tale da formare una singola conurbazione. Invece le città confinanti di Santa Maria Capua Vetere e Marcianise sono distaccate dal centro abitato. Inoltre il centro abitato è attraversato dalla strada principale della città cioè il tratto storico della SS 7 bis che collega Capua ad Atripalda.
Il centro storico di Teverola si concentra in via Garibaldi e via Camillo Benso Conte Di Cavour dove si trovano la chiesa della città, il Palazzo Carafa e il Palazzo Di Città (detto il Municipio), è caratterizzato da un tessuto di case a corte. Si tratta d'una tipologia edilizia tipica dell'area aversana e discendente dal modello romano della domus, che qui si rivela perfettamente funzionale al sistema sociale patriarcale e alla duplice destinazione residenziale e agricola dell'abitato.

### Quartieri
La parte residenziale della città è divisa in rioni che prendono un nome particolare, in base al nome della strada o luogo. Spesso viene usato tra le persone originarie di Teverola.
- Nord: Rione Pecorario
- Nord-ovest: Rione Dietro Corte
- Nord-est: Rione Campanello, Rione Napoli
- Centro: Rione Garibaldi, Rione Cavour
- Sud: Rione Marco Polo
- Sud-est: Rione Salzano, Rione San Lorenzo
- Sud-ovest: Rione Madama Vincenza

### Frazioni, località, contrade e masserie
Nel comune sono presenti diverse località: Casalnuovo a Piro (condivisa con Casaluce), La Tufa e Teverola Scalo, oltre alla località industriale "Zona di Sviluppo Industriale" con il Polo calzaturiero (condiviso con Carinaro).

## Economia
Teverola, nel panorama provinciale e regionale è un importante Polo produttivo con un ASI (agglomerato ASI Aversa nord) esteso su una superficie di 650000 m², che coinvolge anche i comuni di Carinaro e Gricignano, territorio in cui coesistono i distretti del tessile e calzaturiero, delle produzioni tecnologiche, elettrotecnici (Tra cui ex Indesit ora Seri Industrial), la ABB con la officina tecnica, energetiche con la Centrale a ciclo combinato della Repower e nella logistica tra cui i depositi di GLS, FedEx e TNT Express, nei imballaggi e stampaggio con l'azienda Imbalplast, alimentari con la produzione della mozzarella di bufala campana e ortofrutticola ed una fabbrica di liquori e una azienda specializzata nella produzione di patatine. Inoltre hanno sede alcune tra le maggiori strutture commerciali del Agro aversano (tra cui il Parco Commerciale "Appia Center" e il Centro Commerciale "Medì"che comprende un IperFamila di Megamark)

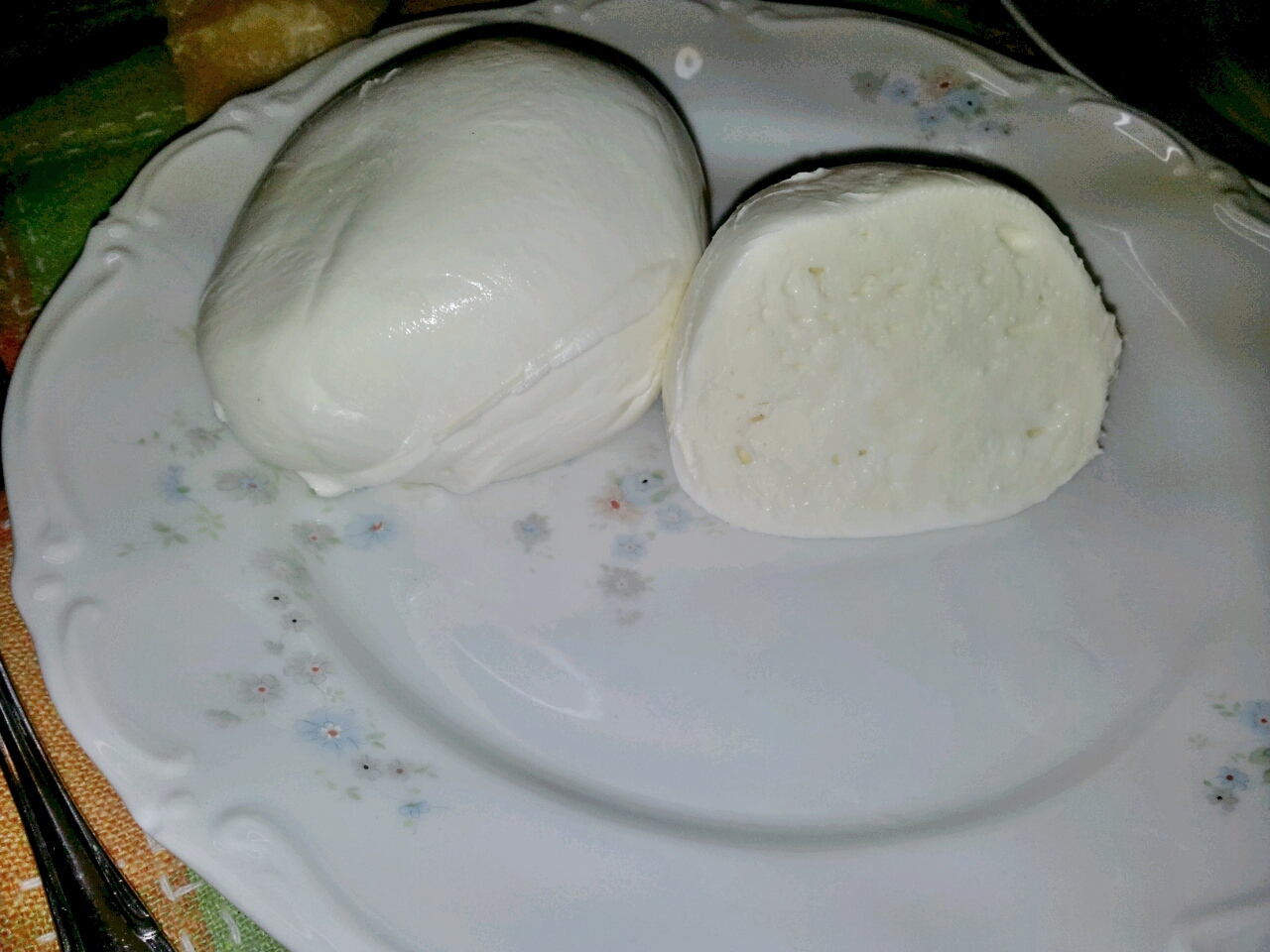
Mozzarella di Bufala Campana

### Agricoltura
A Teverola insieme ad altri comuni dell'Agro aversano si produce la mozzarella di bufala campana, prodotto tipico riconosciuto DOC e DOP dal 1993. La zona è inoltre un'area di produzione del vino Asprinio e delle mele annurche. Nel passato c'era pure un mulino della Chirico.
Nonostante lo scandalo Terra dei Fuochi e con l'abbandono delle fertilissime campagne (la piana campana è riconosciuta tra le zone con i terreni più fertili al mondo), oggi la situazione sembra invertire rotta; sempre di più sono i contadini che ritornano ad investire nei propri campi.

### Artigianato
Il comune è afferente al distretto della pelletteria e delle calzature dell'area della provincia di Caserta. Vi sono impegnate circa 20 aziende di calzature che a stento sopravvivono alla crisi. Il polo recentemente ha rischiato la chiusura, risolta grazie alla concertazione tra enti pubblici e privati. Molte aziende vivono unicamente di concorrenza locale, mentre l'e-commerce è ancora poco diffuso; alcune imprese garantiscono la propria presenza alla “Micam”, la fiera delle scarpe di Milano.

### Industria
Nella Zona ASI era presente un stabilimento e un centro di ricerca della Indesit Company, chiuso nel 2017 ora all'interno del stabilimento c'è la Seri Industriale l'officina tecnica della ABB, Sempre nella Zona ASI sono presenti dei capannoni industriali della Marican Spa dove ci sono i depositi delle merci di molte aziende tra cui Aperisnack,Eurospin, Mondo Convenienza, GLS, FedEx e TNT Express .
Inoltre nella cittadina c'è anche una Centrale a ciclo combinato della Repower.

## Infrastrutture e trasporti

### Strade
Teverola è collegata sia con la omonima provincia, che con la città metropolitana di Napoli e la rete autostradale italiana. I collegamenti stradali che attraversano il comune sono:
- Strada statale 7 bis di Terra di Lavoro, che collega Nola e la Strada statale 7 quater Via Domitiana.
- Ex SS 7 bis, nel territorio cittadino.
- Ex Strada statale 265 dei Ponti della Valle, che collega con la Strada statale 162 NC Asse Mediano con la Zona Industriale di Marcianise.

Le strade provinciali che attraversano il territorio comunale sono:
- Strada Provinciale 27 Teverola-Trentola-Parete.
- Strada Provinciale 164 Carinaro-Teverola.
- Strada Provinciale 188 Prolungamento di via Larga.

### Ferrovie
La località è servita dalla Stazione di Gricignano-Teverola, posta all'incrocio delle linee Napoli-Foggia e Villa Literno-Cancello; da essa si diparte anche un'interconnessione per la linea ad alta velocità Roma-Napoli.
Fra il 1913 e il 1976 il territorio comunale fu attraversato dall'Alifana bassa, che collegava Napoli con Piedimonte d'Alife, città che dal 1974 si chiama Piedimonte Matese. La stazione di Teverola si trovava a nord del centro abitato.
In progetto c'è la costruzione di due fermate della Linea Napoli-Giugliano-Aversa (detta Linea Arcobaleno) a servizio del comune. Inoltre c'è in progetto la costruzione della "Linea Tranviaria Aversa - Teverola - Santa Maria Capua Vetere - Capua" che il termine per l'esecuzione dei lavori è entro la fine del 2025.

### Mobilità urbana
I trasporti urbani e interurbani di Teverola vengono svolti con autoservizi di linea gestiti da AIR Campania (ex CTP e ex CLP). Inoltre è presente anche il deposito degli automezzi della ex CTP..

## Amministrazione
| Periodo | Periodo   | Primo cittadino       | Partito                            | Carica            | Note |
| ------- | --------- | --------------------- | ---------------------------------- | ----------------- | ---- |
| 1988    | 1993      | Pasquale Simonelli    | Democrazia Cristiana               | Sindaco           |      |
| 1993    | 1994      | Domenico Caserta      | Democrazia Cristiana               | Sindaco           |      |
| 1994    | 1995      | Amedeo Genovese       |                                    | Comm. prefettizio |      |
| 1995    | 2000      | Giovanni Caserta      | Partito Democratico della Sinistra | Sindaco           |      |
| 2000    | 2004      | Giovanni Caserta      | Lista civica (Centro-sinistra)     | Sindaco           |      |
| 2004    | 2009      | Biagio Lusini         | Democratici di Sinistra            | Sindaco           |      |
| 2009    | 2010      | Luigi Palmieri        |                                    | Comm. prefettizio |      |
| 2010    | 2015      | Biagio Lusini         | Partito Democratico                | Sindaco           |      |
| 2015    | 2018      | Dario Di Matteo       | Lista civica (Centro-sinistra)     | Sindaco           |      |
| 2018    | 2019      | Vincenzo Lubraro      |                                    | Comm. prefettizio |      |
| 2019    | 2023      | Tommaso Barbato       | Lista civica (Centro-destra)       | Sindaco           |      |
| 2023    | 2024      | Francesco Montemarano |                                    | Comm. prefettizio |      |
| 2024    | in carica | Gennaro Caserta       | Lista civica (Centro-destra)       | Sindaco           |      |

### Gemellaggio
- Portogruaro
- San Giovanni la Punta[56]
- Belpasso

## Sport

### Calcio
Hanno sede nel comune la società di calcio A.S.D. Teverola 1997, che ha disputato campionati dilettantistici regionali e nel 2020 milita in prima categoria, e la Fertilia Boys che nel 2020 gioca nella terza categoria.

### Calcio a 5
La Royal Teverola è una squadra di Calcio a 5 che ora disputa la Serie C2 femminile nel Girone A. Nella stagione 2009-2010 ha disputato la Serie A femminile di calcio a 5.

### Pallavolo
Hanno sede nel comune la società di Pallavolo A.S.D. Veritas Teverola nata nel settembre del 2020.

### Atletica Leggera
Nella città nel 1975 c'era una società semi-dilettante, Olimpic ’69, che partecipava a competizioni provinciali, ora fallita. Attualmente c'è una nuova società chiamata ASD Atletica Teverola.